# Сичик-горобець болівійський
Си́чик-горобе́ць болівійський (Glaucidium bolivianum) — вид совоподібних птахів родини совових (Strigidae). Мешкає в Андах.

## Опис
Довжина птаха становить 16 см, самці важать 55—58 г, самиці 66,5 г. Забарвлення існує у трьох морфах: рідкісній сірій і широко поширених коричневій і рудій. Потилиця, спина і верхні покривні пера крил поцятковані світлими плямами, на хвості світлі смуги. На потилиці є дві чорних з білими краями плями, що нагадують очі і слугують до відлякування і обману. Нижня частина тіла бліда, боки і живіт поцятковані коричневими смугами. Очі жовті.

## Поширення і екологія
Болівійські сичики-горобці мешкають на східних схилах Анд у Перу, Болівії і Аргентині (на південь до Тукумана). Вони живуть у вологих гірських і хмарних тропічних лісах з густим підліском і великою кількістю епіфітів і моху, у високогірних подокарпусових заростях, в юнзі. Зустрічаються на висоті від 1400 до 3000 м над рівнем моря. Ведуть переважно нічний і присмерковий спосіб життя, хоча бувають активними і вдень. Живляться переважно комахами та іншими безхребетними, а також дрібними птахами, плазунами і ссавцями. Гніздяться в дуплах дерев, часто використовують покинуті дупла дятлів.